# Mississippi megye (Missouri)
Mississippi megye az Amerikai Egyesült Államokban, azon belül Missouri államban található. Megyeszékhelye és legnagyobb városa Charleston. Lakosainak száma 12 577 fő (2020. április 1.).

## Szomszédos megyék
- Alexander megye (észak)
- Ballard megye (északkelet)
- Carlisle megye (kelet)
- Hickman megye (délkelet)
- Fulton megye (dél)
- New Madrid megye (délnyugat)
- Scott megye (északnyugat)

## Népesség
A megye népességének változása:
| Lakosok száma | 14 333 | 14 262 | 14 330 | 14 282 | 14 036 | 12 577 |
|               | 2010   | 2011   | 2012   | 2013   | 2015   | 2020   |